# گیل مارکیز
گیل مارکیز (انگلیسی: Gail Marquis؛ زادهٔ New York City, New York) ورزشکار بسکتبال اهل ایالات متحده آمریکا است.
وی در مسابقات کشوری و بین‌المللی در مجموع برندهٔ ۲ مدال نقره شده‌است.